# Sebességmámor
A Sebességmámor (eredeti cím: One Fast Move) 2024-ben bemutatott amerikai akciófilm, amelyet Kelly Blatz írt és rendezett. A főbb szerepekben KJ Apa, Eric Dane, Maia Reficco, Edward James Olmos és Austin North látható.
A film 2024. augusztus 8-án jelent meg az Amazon Prime Videon.

## Cselekmény
Egy fiatalember felkeresi elhidegült apját, hogy megvalósítsa álmát, és profi motorversenyzővé váljon. Szerelme és egy motorosbolt tulajdonosa segítségével elkezdi lebontani azokat a falakat, amelyeket apja távolléte hozott létre.

## Szereplők
| Szerep       | Színész            | Magyar hang           |
| ------------ | ------------------ | --------------------- |
| Wes Neal     | KJ Apa             | Szabó Máté            |
| Dean Miller  | Eric Dane          | Dózsa Zoltán          |
| Camila       | Maia Reficco       | Kereki Anna           |
| Abel         | Edward James Olmos | Borbiczki Ferenc      |
| Cody         | Austin North       | Bozsó Péter           |
| Bobby Tresco | Jackson Hurst      |                       |
| Leo          | Adam Thomas Ziemba | Holló-Zsadányi Norman |

### Magyar változat
- Magyar szöveg: Balázs Tünde
- Hangmérnök és vágó: Faragó Imre
- Kreatív felügyelő: Varga Fruzsina
- Szinkronrendező: Dögei Éva
- Produkciós vezető: Gyarmati Zsolt

A szinkront a Masterfilm Digital készítette el.

## A film készítése
2022. június 21-én bejelentették, hogy KJ Apa szerepet kapott a filmben. 2022. június 28-án kiderült, hogy Eric Dane csatlakozott a szereplőgárdához, a forgatás pedig Atlantában zajlott. 2022 augusztusában Maia Reficco, Edward James Olmos és Austin North csatlakozott a filmhez.

## Bemutató
A Sebességmámor 2024. augusztus 8-án jelent meg az Egyesült Államokban az Amazon MGM Studios forgalmazásában.